# كروفورد هيو
كروفورد هيو (بالإنجليزية: Crawford Vaughan)‏ هو موظف مدني ورئيس تحرير صحيفة وروائي وصحفي ومسير أعمال وسياسي أسترالي وبريطاني (وحمل سابقاً جنسية المملكة المتحدة لبريطانيا العظمى وأيرلندا)، ولد في 14 يوليو 1874 في أديلايد في أستراليا، وتوفي في 15 ديسمبر 1947 في أستراليا. حزبياً، نشط في حزب العمال الأسترالي (فرع جنوب أستراليا) ‏.

## مناصب
- انتخب Leader of the Australian Labor Party (SA Branch) ‏ (1913 – 1917).
- انتخب وزير مالية جنوب أستراليا [الإنجليزية]‏ (3 أبريل 1915 – 14 يوليو 1917).
- انتخب وزير مالية جنوب أستراليا [الإنجليزية]‏ (3 يونيو 1910 – 17 فبراير 1912).
- انتخب Minister of Lands ‏ (3 يونيو 1910 – 17 فبراير 1912).
- انتخب عضو مجلس النواب جنوب أستراليا من الجمعية عن دائرة Electoral district of Sturt (South Australia) [الإنجليزية]‏ وقد انضم خلال فترته النيابية (27 مارس 1915 – 5 أبريل 1918)  للكتلة البرلمانية حزب العمال الأسترالي (فرع جنوب أستراليا) [الإنجليزية]‏.
- انتخب عضو مجلس النواب جنوب أستراليا من الجمعية عن دائرة Electoral district of Torrens [الإنجليزية]‏ وقد انضم خلال فترته النيابية (27 مايو 1905 – 26 مارس 1915)  للكتلة البرلمانية حزب العمال الأسترالي (فرع جنوب أستراليا) [الإنجليزية]‏.
- انتخب رئيس وزراء جنوب أستراليا ‏ (3 أبريل 1915 – 14 يوليو 1917).